# Zafar Babajanow
Zafar Babajanow (ur. 9 lutego 1987 w Daszoguzie) – turkmeński piłkarz grający na pozycji środkowego obrońcy. Od 2016 roku jest zawodnikiem klubu Altyn Asyr Aszchabad.

## Kariera piłkarska
Swoją karierę piłkarską Babajanow rozpoczął w klubie Balkan Balkanabat, w którym w 2010 roku zadebiutował w pierwszej lidze turkmeńskiej. W sezonie 2010 zdobył z nim dublet - mistrzostwo oraz Puchar Turkmenistanu. W 2011 roku ponownie został mistrzem kraju, a w 2012 sięgnął po swój drugi dublet. W 2013 został wicemistrzem Turkmenistanu.
W 2013 roku Babajanow przeszedł do tureckiego klubu Kartalspor. Grał w nim w TFF 2. Lig, czyli na poziomie trzeciej ligi.
W 2014 roku Babajanow wrócił do Turkmenistanu i został zawodnikiem Ahal FK. W 2014 zdobył z nim puchar kraju oraz wywalczył wicemistrzostwo.
W 2016 roku Babajanow przeszedł do Altyn Asyr Aszchabad. W latach 2016–2018 trzykrotnie z rzędu wywalczył tytuł mistrza Turkmenistanu. Zdobył też krajowy puchar w 2016.

## Kariera reprezentacyjna
W reprezentacji Turkmenistanu Babajanow zadebiutował 3 września 2015 roku w przegranym 1:3 meczu eliminacji do MŚ 2018 z Omanem. W 2019 roku powołano go do kadry na Puchar Azji.